# جوناثان إيتون
جوناثان إيتون (بالإنجليزية: Jonathan Eaton)‏ هو اقتصادي أمريكي، ولد في 1950.